# Iván Sarnago
Iván Sarnago Montejano (Burgos, Castilla y León, España 1975) es un dibujante y guionista de cómics español especializado en cómic erótico y humorístico. Es conocido por sus cómics on-line Pollo Letal, con guiones de Josep Busquet, y Quiero una Chica de Serie B, galardonado este último con el premio al mejor cómic on-line en la edición de 2013 de la Expocómic. También es el dueño y creador de la Editorial Unrated Comics.

## Biografía
Siendo adolescente, autopublica en varios fanzines, como Monográfico, llegando a publicar una parodia de la serie Star Trek titulada Capitán Lasagna & Asociados.
Tras pasar por la Escuela de Cómic Joso, colabora con historias cortas en varias revistas hasta que en 1997 publica Historias un poco asombrosas y tal en Amaniaco Ediciones, a la que siguen los dos números de Invasores en la escalera, también en Amaniaco, de la que es sólo guionista, siendo los dibujos de Manu Vidal. En 1998 empieza a publicar la serie regular Green Onions, una reinterpretación de su serie de fanzines Capitán Lasagna & Asociados, pero es cancelada tras sólo dos números.
En 2005 se une al guionista Josep Busquet y crean uno de los primeros webcómics de éxito en España: Pollo Letal. La serie dura hasta 2007 consiguiendo cierta popularidad, siendo las tiras recopiladas en un tomo.  Ese mismo año comienza a publicar, también en la web, Quiero una Chica de Serie B, publicando una tira casi a diario hasta 2013. En 2009 varias de sus tiras son incluidas en las dos antologías Cómics 2.0 de la asociación WEE.
En 2012 lanza una campaña de micromecenazgo en Verkami para acometer la impresión de #ChicaDeSerieB en tomos recopilatorios. La campaña finaliza el año siguiente con éxito. Los tomos son publicados en colaboración con Aleta Ediciones, y ese mismo año recibe el premio al mejor cómic on-line en el salón Expocómic 2013.
Actualmente trabaja en la consolidación de su propia editorial de cómics y continúa publicando cómics. Se dedica también a dar clases de diseño y dibujo, tanto presenciales como on-line a través de su canal de YouTube, realizar caricaturas y elaborar guiones de cómics y dibujarlos.

## Premios
- Premio Expocómic al mejor cómic on-line por Quiero una Chica de Serie B en 2013.[4]
- Mejor Humorista Gráfico Imaginamálaga 2015.[6]

## Obras
No se incluyen historias cortas ni colaboraciones especiales.
- 1997 Historias un poco asombrosas y tal. Colección Impresentables de Amaniaco Ediciones.
- 1998 Invasores en la Escalera sólo guión, con dibujo de Manuel Martínez. Colección Impresentables de Amaniaco Ediciones.
- 1998 Green Onions. Amaniaco Ediciones.
- 2005-2007 Pollo Letal, con guiones de Josep Busquet (Cómic Online).
- 2007-2013 y desde 2016 en adelante Quiero una Chica de Serie B (Cómic Online), más dos tomos recopilatorios en 2013.
- 2010 Green Onions: Capitán Lasagna & Asociados, Serie B Comics.
- 2013 Lunita, dos números, con guiones de Xavier Morell.[7] de Amigo Ediciones.
- 2014 La Posada del Trigón, sólo guión con dibujos de Gonzalo Díez "Chapu", de Anillo de Sirio.
- 2018 en adelante Green Onions. Unrated Comics.
- 2024 El Mal Trago, sólo guión con dibujos de Aicha Diop, Cáritas Diocesana.
- 2024 en adelante El Cid.  Unrated Comics.